# Peugeot SX
La Peugeot SX est une moto produite par Peugeot dans les années 1970 et 1980. Elle a été déclinée en deux motorisations : le SX5 50 cm3 et le SX8 80 cm3. Elle a existé en version trail et route dans les deux motorisations.

## SX 5 50 cm3
La Peugeot SX5 50 cm3 a été commercialisée en 1975 et succède à la Peugeot Rallye. Elle possède une boite manuelle 5 vitesses au pied à commandes inversées et est équipée de pédales afin de se conformer à la législation de l'époque sur les cyclomoteurs en France. Les modèles sans pédale étaient destinées exclusivement à l'export. 
Elle est propulsée par un moteur de 49,9 cm3 (alésage x course : 38x44) deux temps à admission par jupe de piston développant 2 chevaux à 5300 tr/min. Pour pouvoir être conduite dès 14 ans sans permis, sa vitesse de pointe était limitée par construction à 45 km/h. Des kits, fabriqués par Autisa et Gilardoni à l'époque permettait de porter la cylindrée réelle à 77 cm3 (diamètre du piston 47 mm au lieu de 38 d'origine). Couplés à un carburateur de 19 ou 21 mm et un pot de détente l'engin pouvait ainsi atteindre des vitesses similaires à celle de sa grande sœur la Sx8.
Le succès ne fut pas au rendez-vous en raison de son prix élevé et de sa mécanique déjà dépassée pour l'époque (notamment, son admission par jupe de piston alors que la plupart des cyclomoteurs, dont les 103, produites depuis 1971, étaient déjà équipés de moteurs à clapets). 
Elle fut définitivement condamnée en 1980 lors de l'interdiction des boites de vitesses manuelles sur les cyclomoteurs.
Plutôt rare à trouver de nos jours, ce cyclomoteur fait la joie des collectionneurs.

### Variantes
- SX5 (version route)
- SX5 T (version trail)
- SX5 C (version cross)

## SX 8 80 cm3
La Peugeot SX8 80 cm3 a été commercialisée en 1978. Elle reprend en grande partie les bases mécaniques et le cadre de la SX5. 
Elle conserve le bas moteur du SX5 (même course de 44 mm, alésage portée à 48 mm) mais avec des carters légèrement plus grand à la base afin de recevoir un haut moteur muni d'un piston de 48 mm de diamètre. L'allumage à rupteur (réputé fragile à cause de sa bobine Haute Tension interne) cède sa place à un allumage électronique CDI "Morel", la transmission est rallongée, et le nombre de disques d'embrayage passe de 3 à 5. Ce moteur 2 temps, toujours à admission par jupe de piston mais d'une cylindrée réelle de 79,6 cm3 développe désormais 6 chevaux à 6500 tr/min, et lui confère une vitesse de pointe de 75 km/h. Vitesse toutefois que la machine ne devait pas dépasser afin de pouvoir être conduite dès 16 ans avec le permis A1 conformément à la législation de l'époque.
Cette moto n'a pas eu beaucoup de succès auprès du grand public. Toutefois, elle a été en dotation dans l'armée française jusqu'à son remplacement par la Cagiva A8 (125 cm3) dans les années 1995.

### Variantes
- SX8 AR (version militaire)
- SX8 (version route)
- SX8 T (version trail)